# Astomi
Astomi kallades i indisk mytologi människor som varken åt eller drack, utan livnärde sig på lukten från frukter. Om astomi utsattes för starka lukter eller stank kunde de dö. Föreställningen om astomi letade sig vidare till Europa och återfinns bland annat hos Megasthenes och John Mandeville.